# Tokai (Le Cap)
Pour les articles homonymes, voir Tokai.
Tokai (nommé d'après Tokaj) est un quartier résidentiel arboré dans la banlieue sud-est de la ville du Cap en Afrique du Sud. 

## Localisation
Tokai est situé sur les contreforts du Constantiaberg. Le quartier est délimité par Steenberg et Kirstenhof au sud, Bergvliet à l'est, par la zone urbaine de Constantia au nord et par les plantations de pins de la South African Forestry Company Limited à l'ouest.

## Historique

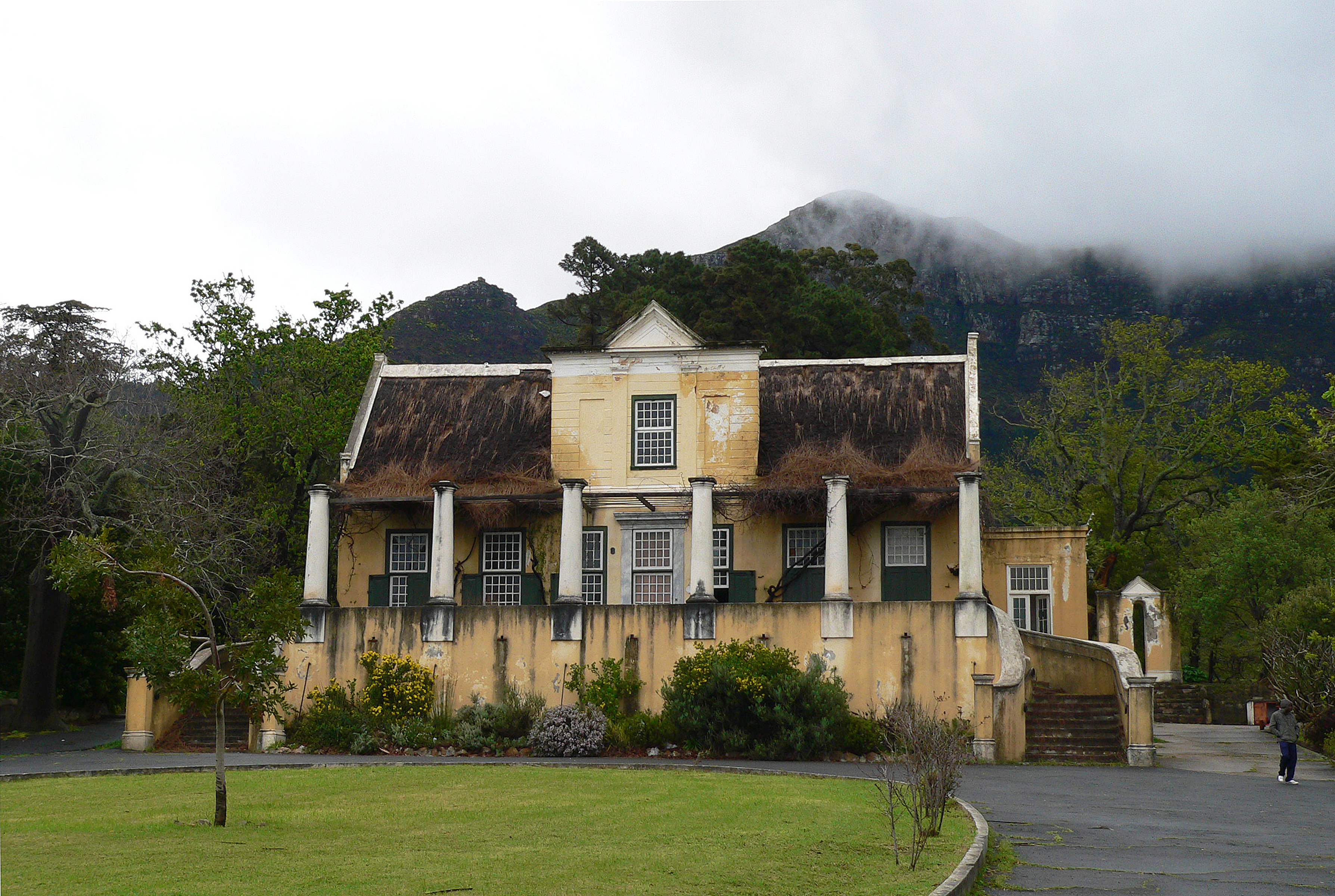
Manoir (1795-1796) au bout de Tokai road

Tokai est à l'origine un secteur rural parsemé de pins, de diverses fermes viticoles et de petites exploitations. 
Le quartier a été urbanisé durant les années 1940 afin de loger les soldats blancs anglophones qui revenaient des terrains de conflits de la Seconde Guerre mondiale. C'est devenu un quartier résidentiel et aisé, principalement blanc et anglophone, composé essentiellement de grandes unités d'habitations familiales. 
À proximité se trouve la prison de Pollsmoor où fut incarcéré Nelson Mandela de 1982 à 1986.

## Démographie
Selon le recensement de 2011, Tokai compte 2 568 résidents, principalement issus de la communauté blanche (82,24 %). Les Noirs, population majoritaire dans le pays, représentent 10,24 % des habitants tandis que les Coloureds, majoritaires dans la métropole et dans la province, représentent 3,82 % des résidents.
Les habitants sont à 92,50 % de langue maternelle anglaise et à 4,35 % de langue maternelle afrikaans.

## Politique
Situé dans le 20e arrondissement du Cap (subcouncil 20), Tokai est incluse au côté de Kirstenhof,  Heathfield,  Westlake, Steenberg (partiellement), Lakeside (partiellement) - Retreat (partiellement) - Bergvliet (partiellement), Constantia (partiellement) dans le ward n° 71, un bastion de l'Alliance démocratique .